# День босса

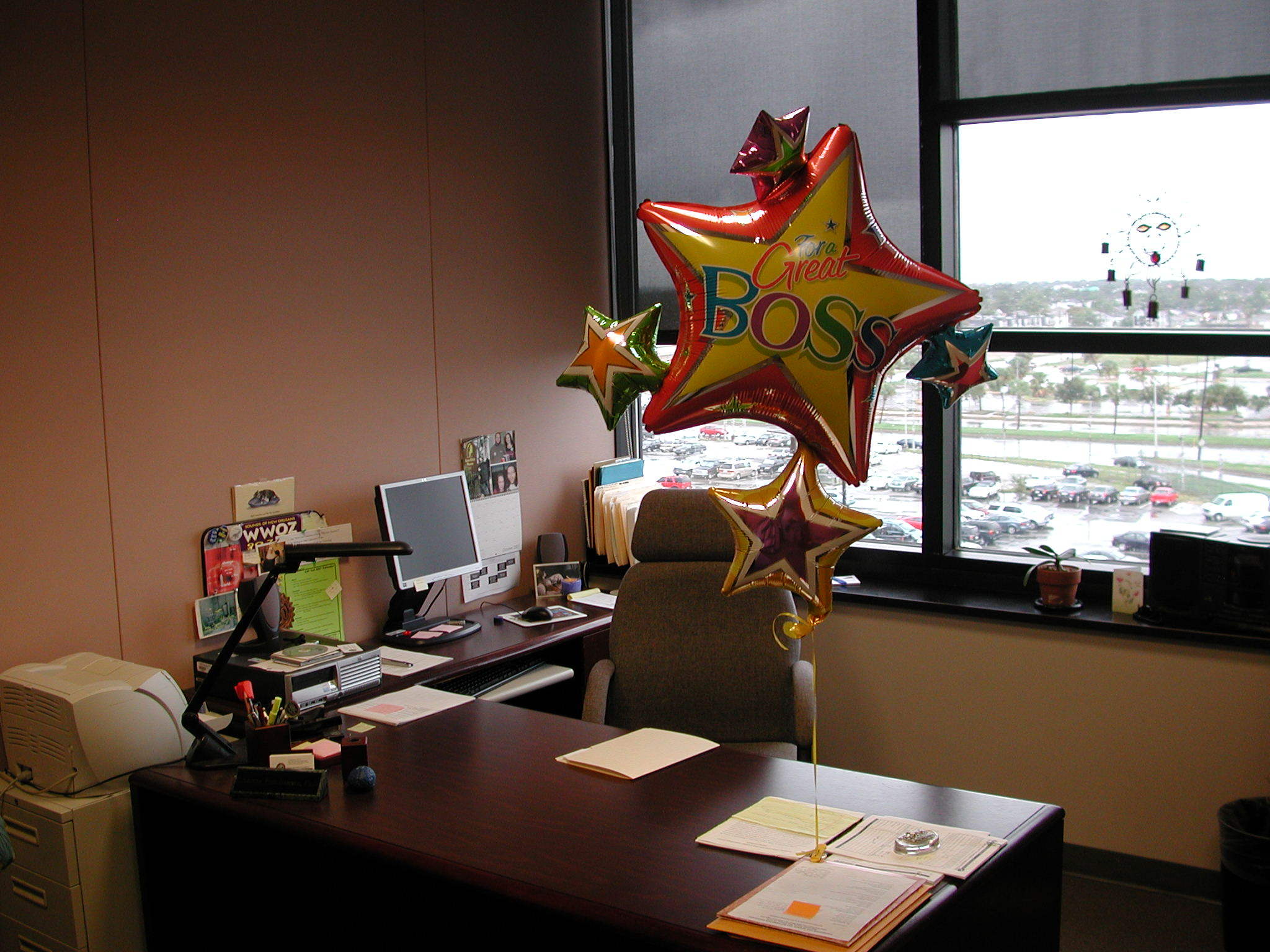
Воздушные шарики для дня босса

День босса или День шефа (англ. Boss' Day, Boss's Day или Bosses Day) — профессиональный праздник руководителей коллективов всех уровней, от бригадира до президента страны. Эта дата отмечается ежегодно, 16 октября .

## История и празднование «дня босса»
Принято считать, что идея проведения этого профессионального праздника руководителей всех рангов принадлежит Соединённым Штатам Америки. Большинство интернет-порталов утверждают, что именно американка из города Чикаго Патриция Бэйз Хароски (Patricia Bays Haroski) в 1958 году озвучила инициативу о надобности ежегодно проводить подобный праздник. В том же 1958 году Патриция Бэйз Хароски зарегистрировала «День босса» в Торговой палате США. Возможно, что предпочтение отдают Патриции оттого, что именно её инициатива была впервые услышана официальным лицом, ибо в 1962 году её идея понравилась губернатору штата Иллинойс, который впервые в мире придал этой дате официальный статус.
Дату 16 октября Патриция Хароски выбрала не случайно: она работала в компании «State Insurance» секретарём у своего отца, день рождения которого как раз и был в этот день.
«День босса» быстро распространился по планете, и сегодня его отмечают не только в США, но и в Великобритании, Австралии и Южной Африке.